# Isenburg (Sachsen)

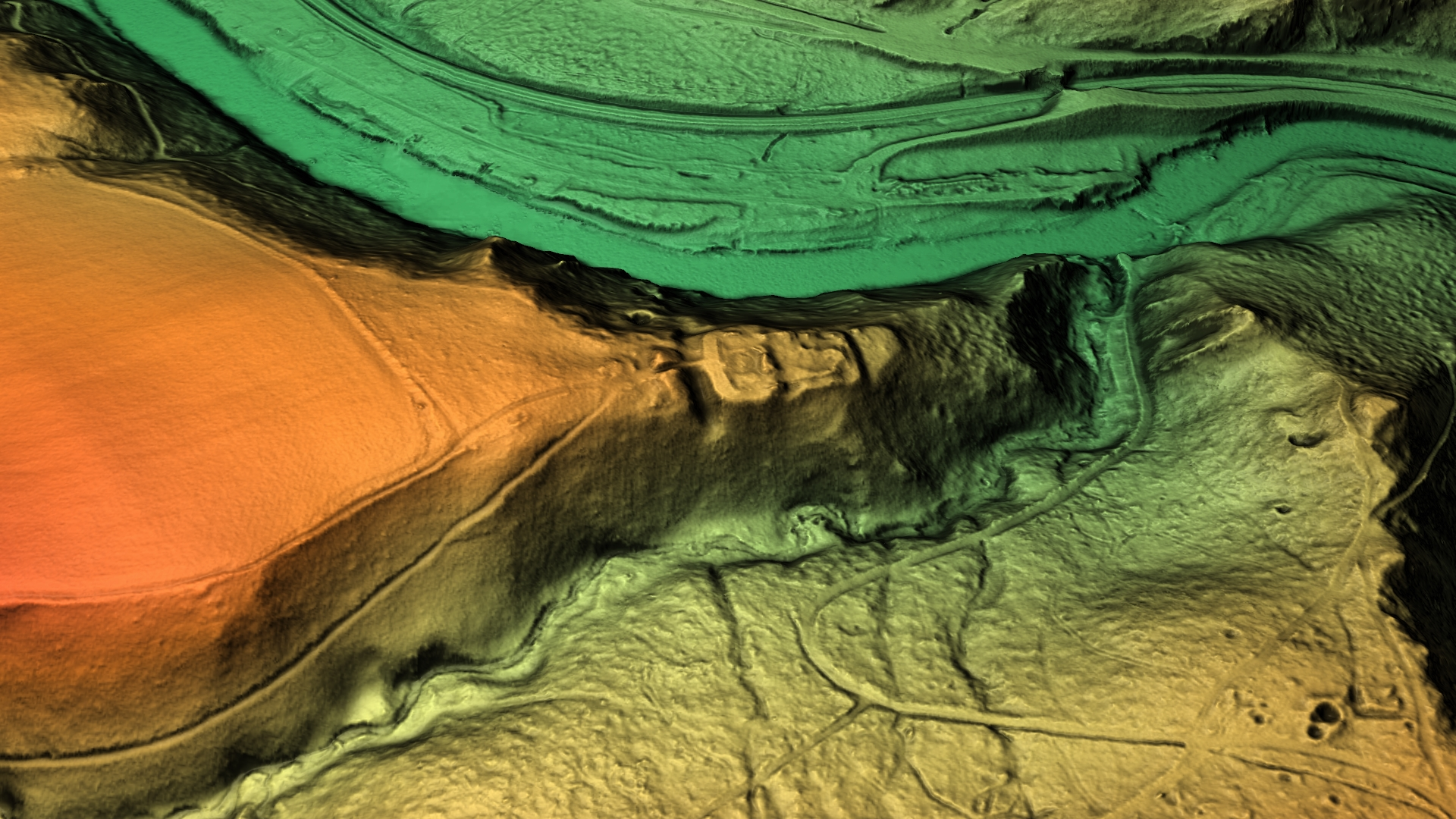
3D-Ansicht des digitalen Geländemodells

Die Isenburg ist die Ruine einer Höhenburg im Westerzgebirge zwischen Hartenstein und dem Aue-Bad Schlemaer Ortsteil Wildbach hoch über dem Tal der Zwickauer Mulde in Sachsen.

## Geschichte
Im Zuge der Besiedelung des Erzgebirges wurde auf dem Felssporn, der sich an der Mündung des Wildbaches in die Zwickauer Mulde erhebt, eine Wehranlage erbaut. Archäologische Funde zeigen, dass die Anlage bereits im 12. Jahrhundert vorhanden war. Der Name Isenburg geht auf den Namen Eisenburg zurück und weist entweder auf den Eisenbergbau hin, der in der Nähe stattfand (siehe auch: Besucherbergwerk Bad Schlema), oder aber er hatte die Bedeutung von eisern im Sinne von uneinnehmbar.
Nur wenig ist über die Geschichte der Spornburg und deren gewaltsame Zerstörung bekannt. Gesicherte urkundliche Erwähnungen sind nicht vorhanden. Die Überlieferungen – die erste Beschreibung erfolgte 1738 – bezeichnen die Isenburg als Raubschloss, Altes Schloss oder Eisenburg, wovon sich auch der Name ableitet. Eine mittelalterliche Quelle gibt es dafür jedoch nicht. Bereits im 14. Jahrhundert wurde die Burg zerstört und nicht wieder aufgebaut. Die Ruinen dienten vom 15. bis 17. Jahrhundert vermutlich als Unterschlupf für die ansässige Bevölkerung während kriegerischer Auseinandersetzungen. Um 1750 wurden die Reste der Burg gesprengt, um mit den Steinen die Wildbacher Kirche zu errichten.
Werner Radig und Siegfried Sieber nahmen im Sommer 1933 erstmals Vermessungen der Burganlage vor.
Im Jahr 1934 legten Teilnehmer am Reichsarbeitsdienst verbliebene Teile der Wallanlage frei. Die Fundamente der Ringmauer sowie die Reste des runden Bergfrieds wurden 1993 restauriert.

## Beschreibung der Anlage

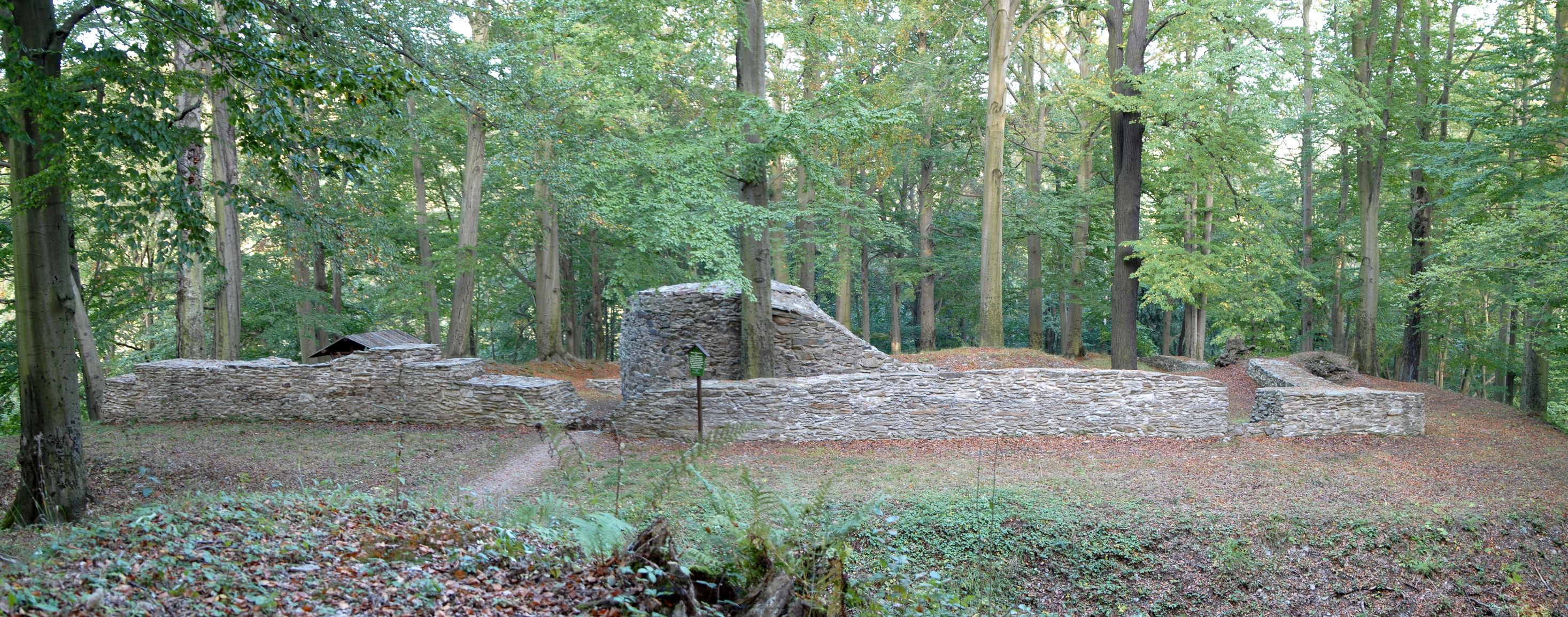
Westansicht

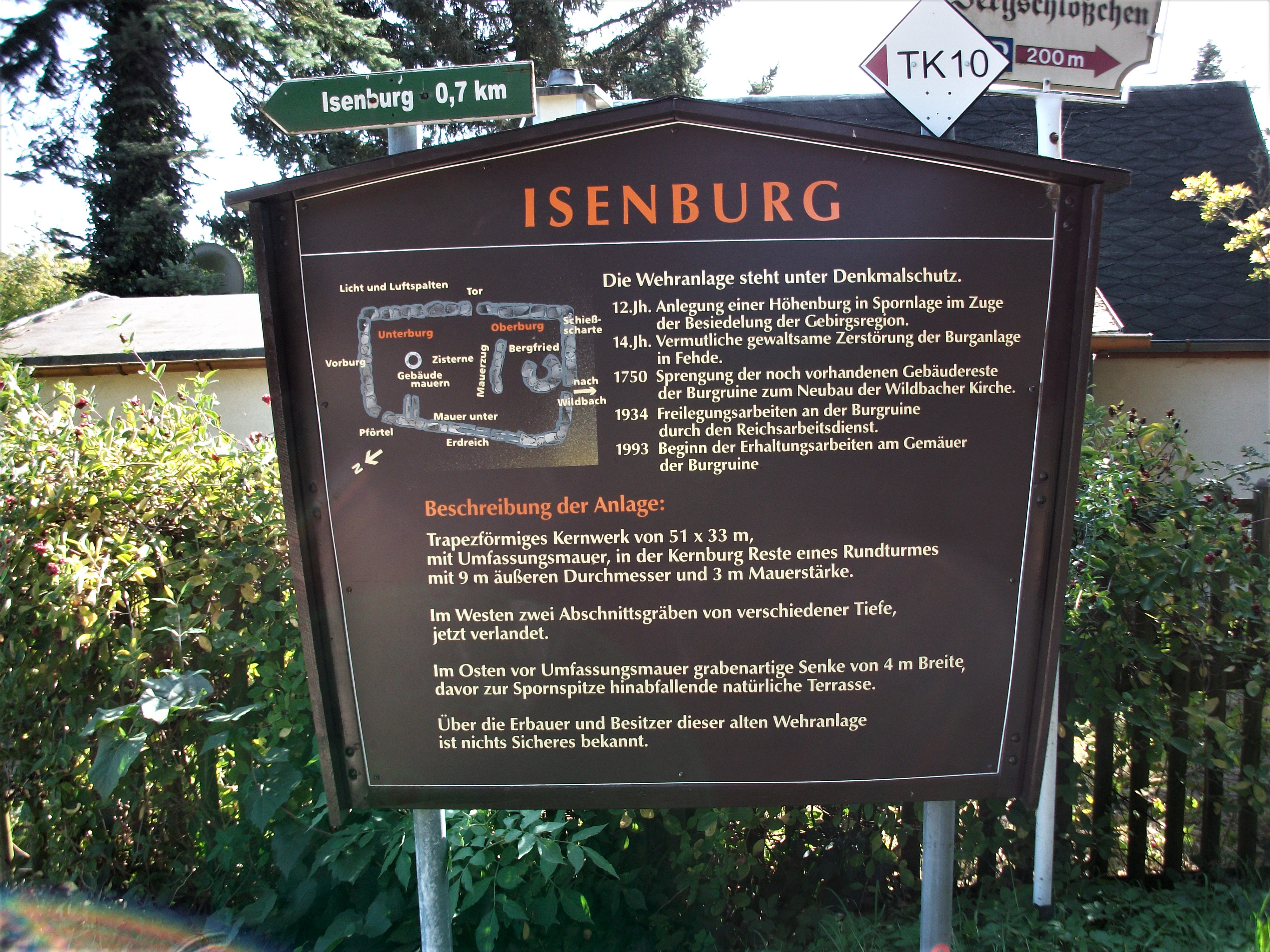
Ruine Isenburg, Infotafel

Unterschieden werden eine Vorburg sowie einer Unter- und eine Oberburg, außerdem existierte eine Zisterne. Die Anlage umschließt eine Fläche von 51 × 33 Metern, der Turm hat an der Basis einen Durchmesser von etwa 9 Metern bei einer Mauerstärke von 3 Metern. Die als einzige gut zugängige Westseite der Burg war zusätzlich durch einen Graben geschützt. Die innere und die äußere Schale bestehen aus horizontal geschichteten Bruchstein, während der Kern mit fischgrätenartig versetzten Steinlagen (Opus spicatum) ausgemauert ist.

## Besichtigungsmöglichkeit
Für einen Besuch der Ruinen ist ein etwa 30-minütiger Fußmarsch ab dem Hartensteiner Bahnhof zu empfehlen. Nur etwa 200 Meter von hier befindet sich die Burg Stein. Hier wird die Zwickauer Mulde überquert, dann führt der Weg nach links, durch den Poppenwald parallel zur Mulde flussaufwärts. Nach einem kurzen aber steilen Anstieg, der sanfter Heinrich genannt wird, gabelt sich der Weg:
der rechte führt an der Wildbacher Kirche vorbei und ist recht bequem. Nach rund 700 m sind dann die Ruinen erreicht.
der linke Weg verläuft durch einen wildromantischen, schmalen Pfad am Steilufer der Mulde zum Ziel. Dieser Weg ist als Raubrittersteig bekannt und zählt zu den schönsten Wanderwegen im Muldental.
Ganz in der Nähe der Isenburg, aber am gegenüberliegenden Muldenufer, befindet sich die Prinzenhöhle. Weiter flussaufwärts in Richtung Bad Schlema gelangen die Besucher nach etwa einem Kilometer zu einer Radiumquelle.

## Sagen um die Isenburg

### Die Alte Frau
In einem Gutshof neben dem Pfarrhaus in Wildbach diente vor vielen Jahren ein Mädchen als Magd. Eines Tages kam eine alte Frau herbei, die die Magd bat, ihr zum damals bereits zerfallenen Gemäuer der Burg zu folgen. Hier zeigte sie dem Mädchen ein bisher verborgen gewesenes Zimmer, in welchem sie wohnte. Die alte Frau verlangte, dass das Mädchen hier saubermachen solle. Als Lohn erhielt sie 2 Groschen. Dies wiederholte sich vielmals. Und jedes Mal, wenn das Mädchen das Wohnzimmer der Frau ausgekehrt hatte, erhielt es die gleiche Summe. So konnte sie einiges Geld ansammeln. – Der Bäuerin war indes aufgefallen, dass ihre Magd mehr Geld besaß, als sie für ihre Dienste auf dem Gutshof erhalten hatte. Sie nutzte die Abwesenheit des Mädchens, um in ihrem Zimmer nachzusehen und fand die vielen Zweigroschenstücke. Auf dringendes Befragen erzählte die Magd nun, wofür sie die Münzen erhalten hatte. Doch seit dieser Zeit erschien die alte Frau von der Isenburg nie wieder.

### Die Weiße Frau
Im 15. Jahrhundert, als die Isenburg schon zerfallen war, erzählten sich die Bewohner der benachbarten Ortschaft Stein die Sage von einer weißen Frau, die ihr Unwesen in den Burgresten treibe. Eine weiß gekleidete Frau soll dort mehrfach gesichtet worden sein. Sie baten insbesondere den tollkühnen Knappen Georg König um Hilfe bei der Aufklärung der Erscheinung. Eines Abends war Georg König in den Wald geschlichen, um Wildtiere zu jagen. Um einem drohenden Unwetter zu entkommen, eilte er in der fast völligen Dunkelheit heimwärts. Das Unwetter hatte aber begonnen, Sturm und Blitze begleiteten Georg und zeigten ihm, dass er sich unwissentlich der Burgruine genähert hatte. Die Gruselgeschichten um die Burg waren ihm bekannt, doch er überwand sich und betrat die Burgreste, weil er dort Schutz suchte. Zu seinem Erstaunen fand er eine feste Tür und befand sich nun in einem bedeckten und dunklen Raum. Bei der Orientierung stieß er ein Gefäß um und hörte bald darauf eine Frauenstimme: „Wer ist hier? Wer stört meine friedliche Ruhe?“ Nachdem er seinen ersten Schrecken überwunden hatte, beobachtete er, dass ein Feuer angezündet wurde und sah eine schöne fremdartig erscheinende junge Frau mit einem kurzen blanken Schwertmesser in der Hand und einer schwarzen Katze neben sich. Aber die Frau, die Georg für die sagenhafte weiße Ahnfrau hielt, bat ihn, ihm zu berichten, wie er in die Burg gelangt sei. Sie belohnte ihn mit einem süßen Trank und nahm ihm das Versprechen ab, von der Begegnung niemandem zu erzählen. Er solle aber von seiner Jagdbeute stets einen Teil an sie abliefern. Die weiße gekleidete Frau erkundigte sich auch nach den Verhältnissen in der Umgebung und vor allem nach den Hussiten, die es hier an vielen Stellen gab. – Als das Unwetter vorüber war, ging Georg heimwärts und erzählte seiner alten Muhme Barbara von seinem Abenteuer, die die Sagen von verwunschenen Ritterfräuleins und Prinzessinnen noch einmal aufleben ließ. Wenn nun – nach ihrer Meinung – die Frau in der Burgruine nicht die Ahnfrau, sondern ein verzaubertes Geschöpf sei, drohe ihm ein großes Unglück, wenn er sein Versprechen nicht hielte. – Nach vielen Jahren sorgten marodierende Hussiten dafür, dass die Bewohner von Stein in die Burgruine flüchteten. Nur der Müller David König, die Muhme Barbara und der Knappe Georg mit seinem Vetter Gottreich Jentsch blieben im Dorf. Sie hofften auf den versprochenen Schutz der Weißen Frau, dem Georg mehrfach Teile seiner Jagdbeute gebracht hatte. Just an diesem Tag war wieder so ein Opfergang fällig. Und die weiße Frau befragte ihn über die Lage; als sie von dem Hussitenschreck erfuhr, versprach sie: „Ich werde euch retten, wenn die Hussiten kommen und dann Abschied nehmen, um nimmer wiederzukehren“. Georg, dem die schöne junge Frau gefiel und die ihm ebenfalls zu verstehen gegeben hatte, dass sie ihn mochte, bat die weiße Frau um ihre Hand. Sie versprach, am kommenden Morgen in der Mühle zu erscheinen und wenn sie dort willkommen sei, seine Gemahlin zu werden. Mit dieser frohen Botschaft erzählte er den versammelten Familienmitgliedern alsbald von seinem Glück. So sollten noch in der Nacht einige Steiner Verwandte aus der Burg und dem versteckten Waldlager zu der erwarteten Hochzeit abgeholt werden. Am nächsten Morgen waren die Hussiten aber bereits im Dorf und setzten alle Gebäude einschließlich der Mühle in Brand. Die Muhme Barbara rief nun inbrünstig die Ahnfrau um Hilfe an. Da hörte plötzlich die wilde Horde auf, denn eine Stimme in böhmischer Sprache redete auf die Hussiten ein. Eine Frauengestalt in weißem Flachskleid war zu sehen, der Georg mit seinem Gefolge freudig entgegenlief. „Die weiße Ahnfrau ist's! Sie rettet uns!“ Die junge Frau blieb nun in der Mühle zurück und wurde mit Georg getraut. Sie hieß Andjola Wallenta und war aus einer früheren Hussitenabteilung geflüchtet, nachdem diese Gruppe in der Gegend aufgerieben worden war. Sie flüchtete in die Gemäuer der Isenburg, wo sie fortan mit ihrem verbliebenen Hausrat und den Kenntnissen der Natur gelebt hatte. – Georg König lebte mit seiner Frau glücklich und zufrieden in der Mühle, deren Pächter er wurde. Die Mühle war und ist Eigentum der Schönburgischen Herrschaft auf Burg Stein.
Veranschaulichung
Nach dieser Sage hat der Holzbildhauer Jesko Lange zum 2019er Holzbildhauersymposium der Stadt Aue-Bad Schlema eine etwa zwei Meter hohe Figur aus Eichenholz erschaffen, die am 21. September 2019 an der Heimatstube am Kirchplatz aufgestellt wurde. Auf einem festlich geschmückten Pferdewagen der Freiwilligen Feuerwehr Wildbach wurde die Frau vom Platz vor der Feuerwehr zum Aufstellort gefahren. Die Prozession war von einem Volksfest mit Spielmannszug, mittelalterlichen Darbietungen und  Speisen und Getränken begleitet. Zugleich trugen Schauspieler die Sage vor. Organisator war der Heimatverein Wildbach.

### Der gespenstige Zwerg auf der Isenburg
Der im Schloss Stein im 14. Jahrhundert lebende Raubritter, Konrad von Kauffungen, verübte in seiner Umgebung zahlreiche Schandtaten, so dass ihm der Teufel den Hals brach und seinen Geist verdammte. Er müsse bis Sankt Nimmerlein die Umgegend und Besucher der Ruine Isenburg in Zwergsgestalt erschrecken. Dazu solle ihm unter anderem ein unterirdisch unter der Mulde verlaufender Gang, der die Burg Stein mit der Isenburg verbinde, dienen. Gesehen hat den Zwerg allerdings bisher niemand, auch eine unterirdische Verbindung wurde nicht gefunden.

## Historische Abbildungen
Die wohl einzige historische Abbildung der Burgruine Isenburg, ein Kupferstich (Frontispiz) stammt von einem unbekannten Künstler und wurde auf 1755 datiert: „Ansicht von Schloss Stein (mit der Ruine Isenburg)“. Die Burg ist rechts unten als Ruine dargestellt und mit „Eisenberg“ benannt. Burg Stein ist als Hauptmotiv (linke Bildmitte) zusammen mit der Zwickauer Mulde dargestellt.

## Wallanlage östlich der Isenburg
Kaum 200 m östlich der Ruine Isenburg befindet sich, tiefer als erstere gelegen, aber ebenfalls noch auf dem Westufer über der Muldenbiegung eine zweite mittelalterliche Befestigungsanlage der Vogelherd Niederschlema, eine weitere kleine ehemalige Spornburg.
Sie wurde in der DDR-Zeit neu entdeckt. Man vermutet, dass diese Anlage dem Schutz der „Eisenfurt“ oder „Eisenbrücke“ durch/über die Mulde diente. Die Isenburg selbst soll mutmaßlich für den Schutz von Eisenbergwerken errichtet worden sein. Nahe der Wallanlage Vogelherd sollen sich Schürftrichter befinden, die man als Bergbauversuche auf Eisen interpretierte.
Auf der Ostseite der Zwickauer Mulde – gegenüber von Isenburg und Vogelherd – befindet sich die Prinzenhöhle, ein alter Bergbaustollen.